# Бяла Паланка
Бя́ла Пала́нка (болг. Бяла паланка) — село в Сливенській області Болгарії. Входить до складу общини Твирдиця.

## Населення
За даними перепису населення 2011 року у селі проживали 1006 осіб.
Національний склад населення села:
| Національність   | Кількість осіб | Відсоток |
| ---------------- | -------------- | -------- |
| турки            | 920            | 97,8 %   |
| болгари          | 20             | 2,1 %    |
| інша             | 0              | 0 %      |
| Всього відповіли | 941            |          |

Розподіл населення за віком у 2011 році:
Динаміка населення: